# Loulouni
Loulouni is een gemeente (commune) in de regio Sikasso in Mali. De gemeente telt 41.000 inwoners (2009).
De gemeente bestaat uit de volgende plaatsen:
- Banankoro
- Bilasso
- Borioni
- Dougoucourani
- Faco Kourou
- Kadondougou
- Katiorniba
- Katogola
- Kebeni
- Komoro
- Lanfiala
- Loulouni
- N'Dosso
- N'Golokasso
- Niegouasson
- Nierouani
- Ouattarasso
- Perasso
- Senna
- Serekeni
- Sibirasso
- Siranikoroni
- Sirikasso
- Soroble
- Woroni
- Zanso